# Coquille (film)
Pour les articles homonymes, voir coquille.
Pour plus de détails, voir Fiche technique et Distribution.
Coquille (コキーユ, Kokiiyū) est un film japonais réalisé par Shun Nakahara, sorti en 1999.

## Synopsis
30 ans après avoir été diplômés, un homme et une femme se rencontrent à nouveau dans une réunion d'anciens élèves. Ils ne sont plus jeunes, mais au moment où elle le voit, les souvenirs de son premier amour renaissent. Son amour pour lui n'a jamais disparu bien qu'elle se soit mariée à un autre homme et ait porté son enfant. Elle a gardé une coquille blanche que le garçon lui avait donné et une phrase d'un poème de Jean Cocteau. Elle obtient le divorce et revient à sa ville natale où elle ouvre un snack appelé "Coquille". Sans qu'ils le sachent, les évènements vont prendre une tournure inattendue...

## Fiche technique
- Titre : Coquille
- Réalisation : Shun Nakahara
- Scénario : Kōta Yamada, d'après le roman de Osamu Yamamoto
- Production : Naoya Narita et Shigehiro Nakagawa
- Musique : Takehiko Yamada
- Photographie : Shogo Ueno
- Montage : Isao Tomita et Nobuko Tomita
- Pays d'origine :  Japon
- Format : couleurs - 1,85:1 - Stéréo - 35 mm
- Genre : drame, romance
- Durée : 95 minutes[1]
- Date de sortie :
  - Japon : 27 mars 1999[1]

## Distribution
- Kaoru Kobayashi : Tatsuya Urayama
- Jun Fubuki : Naoko Hayase
- Tōru Masuoka : Jiro Tanikawa
- Jitsuko Yoshimura : Kimie Fujisaki
- Yasufumi Hayashi : Kazuo Nakamura
- Ryō Iwamatsu : Naoyuki Goda
- Kumija Kim : Etsuko Urayama
- Sanshō Shinsui : Satoshi Kuroda
- Yukiko Tachibana : Michiyo Sonoda
- Haruna Takase : la femme de Kuroda

## Récompenses
- Prix de la meilleure actrice pour Jun Fubuki lors des Hochi Film Awards 1999[2].